# Trypanosoma lewisi
Trypanosoma lewisi es un microorganismo  parásito de las especies del género Rattus y de otros roedores, como los ratones y las ratas canguro en Estados Unidos.

## Ciclo vital
La pulga de la rata norte, Nosopsyllus fasciatus actúa como vector del parásito, que alberga la etapa epimastigotes en su intestino medio. Como tripomastigote está presente en el huésped principal, el roedor. Se encuentra en la sangre de ratas adultas. En la forma epimastigote pasa al recto del insecto usando sus flagelos para excavar. Los parásitos también aparecen en las heces de la pulga. La ingestión de cualquiera de las pulgas o de sus heces durante la preparación infecta a los roedores de acogida con los parásitos.
Aunque generalmente no patógeno, se sabe que han producido infecciones fatales en ratas lactantes. Mide 0,001 milímetros.